# Будин, Иван Алексеевич
Иван Алексеевич Будин (15 октября 1922, Ловцово, Тверская губерния — 22 апреля 1992) — командир отделения 156-й отдельной разведывательной роты, старший сержант — на момент последнего представления к награждению орденом Славы.

## Биография
Родился 15 октября 1922 года в деревне Ловцово (ныне — Рамешковского района Тверской области). В родной деревне вырос, пошёл в начальную школу. В 1935 году с родителями переехал в Смоленскую область. Жил в посёлке Полотняный Завод, современного Дзержинского района Калужской области. Здесь окончил 7 классов, школу фабрично-заводского ученичества при Кондровском бумажном комбинате. Стал работать слесарем на бумажной фабрике в своём посёлке.
В июле 1941 года был призван в Красную армию, был направлен в 8-й запасной бронетанковый полк в Подмосковье. В боях на Западном фронте был ранен. После госпиталя воевал в ноябре 1941 года был направлен в 58-ю стрелковую бригаду. Участвовал в боях на Волховском и Ленинградском фронтах, был снова ранен, на это раз тяжело.
Был направлен в тыловой госпиталь в город Минусинск Красноярского края. Лечился несколько месяцев, в сентябре был выписан из госпиталя и комиссован по ранению, как непригодный к воинской службе. До мая 1943 года работал в военизированной охране на заводе № 4 имени Ворошилова в городе Красноярск. Добился возвращения в армию, в июне уже был командиром отделения в батальоне автоматчиков в Сибирском округе. Осенью того же года был вновь направлен на фронт.
С ноября 1943 года участвовал в боях с захватчиками на Западном фронте, был снова ранен. После излечения в госпитале в Кировской области вернулся в строй. Службу продолжил в 236-м запасном армейском полку, затем в 156-й отдельной разведывательной роте 134-й Краснознамённой Вердинской стрелковой дивизии. В составе этой части прошёл до Победы.
30 июля 1944 года сержант Будин в составе разведывательной группы переправился через реку Висла в районе населённого пункта Яновице. В числе первых ворвавшись в траншею противника, сразил несколько противников, участвовал в захвате трёх пленных.
Приказом по частям 134-й стрелковой дивизии от 10 августа 1944 года сержант Будин Иван Алексеевич награждён орденом Славы 3-й степени.
14 января 1945 года у населённого пункта Паёнкув сержант Будин с разведчиками, действуя в тылу врага, первым ворвался во вражескую траншею. Автоматным огнём и гранатами подавил огневую точку, истребил 7 вражеских солдат, содействовал захвату «языка». Был представлен к награждению орденом Славы 2-й степени.
22 апреля 1945 года у населённого пункта Петерсхаген старший сержант Будин командуя отделением внезапно атаковал противника, огнём из личного оружия подавил пулемёт, уничтожил 2 противников, 1 взял в плен. Был представлен в награждению орденом Отечественной войны 2-й степени, но командиром 61-го стрелкового корпуса статус награды был изменён на орден Славы 2-й степени.
Приказом по войскам 69-й армии 30 апреля 1945 года сержант Будин Иван Алексеевич награждён орденом Славы 2-й степени.
Приказами по 69-й армии 13 мая 1945 года старший сержант Будин Иван Алексеевич награждён орденом Славы 2-й степени.
Ко Дню Победы на счету разведчика Будина было уже 20 «языков» лично доставленных командованию. Продолжал службу в Приволжском военном округе. В конце 1946 года был демобилизован.
Вернулся в свои края. Работал слесарем на машиностроительном заводе в Калуге, потом на щебенчатом заводе. Член ВКП/КПСС с 1948 года. В 1957 году уезжал на заработки в Архангельскую область. Вернувшись домой, работал в Полотнянозаводском карьероуправлении слесарем, крановщиком, автослесарем.
Жил в посёлке Полотняный Завод. Скончался 22 апреля 1992 года.

## Награды
Указом Президиума Верховного Совета СССР от 24 декабря 1971 года в порядке перенаграждения Будин Иван Алексеевич награждён орденом Славы 1-й степени. Стал полным кавалером ордена Славы.
- Октябрьской Революции,
- Отечественной войны 1-й степени,
- Красной Звезды,
- Орден Славы 3-х степеней,
- медали.

## Память
В посёлке Полотняный Завод на доме, где жил ветеран, установлена мемориальная доска.